# Djilasse
Djilasse ist eine Gemeinde (commune) im Département Fatick der Region Fatick, gelegen im zentralen Westen Senegals. Sie besteht aus dem namensgebenden Hauptort (chef-lieu) sowie weiteren Dörfern (villages) und Weilern (hameaux).

## Geographische Lage
Die Gemeinde Djilasse liegt mit dem westlichen Teil im Erdnussbecken Senegals, nicht weit entfernt von der Petite-Côte. Der größere östliche Teil hingegen, jenseits des von Nord nach Süd durch das Gemeindegebiet mäandrierenden Marigot de Guilor ist Teil des Saloum-Deltas, wo die weit landeinwärts reichende Gezeitenströmung aus dem flachen Küstenhinterland am Unterlauf des Saloum ein weit in die Breite verzweigtes unwegsames amphibisches System von Marigots, Bolons, Inseln und Mangrovenwäldern geschaffen hat, das besonders mit dem Marigot de Faoye weit nach Norden ausgreift. Der einzige natürliche Landkorridor zur Erreichbarkeit der Gemeinde kommt von Norden her. Die im Osten liegende Départementspräfektur Fatick ist deshalb von hier nur auf Umwegen erreichbar.
Der Hauptort Djilasse liegt 27 Kilometer südwestlich der Départementspräfektur Fatick und 100 Kilometer südöstlich der Hauptstadt Dakar. Das Gemeindegebiet hat eine Fläche von 346,40 km² und umschließt das Gebiet der städtischen Gemeinde Diofior als Enklave. Benachbarte Kommunen sind im Uhrzeigersinn Loul Sessène im Norden, Mbéllacadiao im Osten, Foundiougne und Fimela im Süden und im Westen Nguéniène.

## Geschichte
Im Jahr 1996 wurde die Landgemeinde communauté rurale de Diofior, die neben vielen anderen Ortschaften auch Djilasse umfasste, aufgelöst, weil ihr Hauptort Diofior aus dem Umland herausgelöst wurde und den Status einer städtischen Gemeinde (commune) erhielt. Die Landgemeinde nannte sich nach dem neuen Hauptort communauté rurale de Djilasse und erhielt 2014 mit allen Landgemeinden Senegals den Status einer Gemeinde (commune).

## Bevölkerung
Die letzten Volkszählungen ergaben jeweils folgende Einwohnerzahlen:
| Jahr | Einwohner |
| ---- | --------- |
| 2002 | …         |
| 2013 | 9.703     |
| 2023 | 11.106    |

## Verkehr
Djilasse liegt abseits des Netzes der Nationalstraßen. Eine 20 Kilometer lange asphaltierte Piste, die auf halbem Weg zwischen Mbour und Fatick bei Thiadiaye von der N 1 nach Süden abzweigt, verbindet die Gemeinde mit dem Rest des Landes. Hinter der Ortsdurchfahrt Djilasse führt die Piste weiter nach Süden über Diofior bis Fimela und endet in dem touristisch geprägten Ort Ndangane Campement am Ufer des Marigot de Guilor.